# (400368) 2007 VG313
(400368) 2007 VG313 es un asteroide perteneciente al cinturón de asteroides descubierto el 8 de noviembre de 2007 por el equipo del Spacewatch desde el Observatorio Nacional de Kitt Peak, Arizona, Estados Unidos.

## Designación y nombre
Designado provisionalmente como 2007 VG313.

## Características orbitales
2007 VG313 está situado a una distancia media del Sol de 2,585 ua, pudiendo alejarse hasta 2,856 ua y acercarse hasta 2,315 ua. Su excentricidad es 0,104 y la inclinación orbital 2,453 grados. Emplea 1518,89 días en completar una órbita alrededor del Sol.

## Características físicas
La magnitud absoluta de 2007 VG313 es 17,5. 